# لیگ دسته اول فوتبال کرواسی
لیگ دسته اول فوتبال کرواسی (کرواتی: Prva nogometna liga)) دومین لیگ معتبر فوتبال در کشور کرواسی است که در سال ۱۹۹۱ بنیان‌گذاری شده و زیر نظر فدراسیون فوتبال کرواسی برگزار می‌شود.